# International School of Theatre Anthropology
L'International School of Theatre Anthropology ou ISTA (en français : École internationale d'anthropologie théâtrale) est un lieu de formation internationale, multi-culturelle et d'échanges entre artistes-interprètes, réalisateurs, chercheurs et universitaires du théâtre. 
Cette école a été créée par le dramaturge, metteur en scène et directeur de théâtre italien Eugenio Barba en 1979.

## Historique
Eugenio Barba, qui est le fondateur de l'Odin Teatret, a créé en 1979, l'ISTA afin de permettre d'échanger et de mettre en commun des ressources théâtrales venues de divers horizons internationaux. L'ISTA est installé à Holstebro au Danemark. 

## Personnalité
Personnalité importante du théâtre mondial contemporain, Eugenio Barba fut l'élève et ami de Jerzy Grotowski. Il est considéré, avec Peter Brook, comme l'un des derniers maîtres occidentaux vivants. Il a modifié le concept du travail du comédien inité par Grotowski, le menant, au travers de sa pratique théâtrale, au contact de sa propre recherche intérieure.

## Études
L'ISTA recherche et étudie l'aspect technique artistique chez l'artiste, par des méthodes empiriques. L'ISTA analyse la «présence sur scène» ou «la vie scénique», cette manière d'être paradoxale de l'artiste. Ce façon d'être organique souvent transmué par l'exécution rigoureuse de techniques théâtrales (techniques de partage d'un certain nombre de caractéristiques communes à travers une multitude de traditions). Observer ainsi les différentes techniques théâtrales mis en œuvre dans le monde entier. 

## Formations
À chaque session, l'ISTA met l'accent sur un aspect différent ou un thème, qui fait suite à une enquête ou demande par le biais d'ateliers et de classes. Des conférences et des représentations théâtrales sont également utilisées. Les participants sont sélectionnés (à partir de différents domaines) et comprennent des chorégraphes, interprètes, réalisateurs, chercheurs et critiques qui ont manifesté un intérêt, pour participer, assister ou tout simplement observer. 

## Sessions
Depuis 1980, l'ISTA a organisé des sessions dans différents lieux européens : 
- Bonn (Allemagne, 1980)
- Volterra et Pontedera (Italie, 1981)
- Blois et Malakoff (France, 1985)
- Holstebro (Danemark, 1986)
- Salente (Italie, 1987)
- Bologne (Italie, 1990)
- Brecon et Cardiff (Grande-Bretagne, 1992)
- Londrina (Brésil, 1994)
- Umeå (Suède, 1995)
- Copenhague (Danemark, 1996)
- Montemor-o-Novo et Lisbonne (Portugal, 1998)
- Bielefeld (Allemagne, 2000)
- Séville (Espagne, 2004)
- Wroclaw (Pologne, 2005)
- Albino (Italie, 2016)
- Greccio (Italie, 2020)